# BAT Bantam
Il BAT F.K.23 Bantam fu un aereo da caccia biplano monoposto sviluppato dall'azienda aeronautica britannica British Aerial Transport Company Limited (BAT), principalmente per la Royal Air Force, durante la prima guerra mondiale.

## Storia del progetto
Le origini del Bantam risultano complesse e risalgono ad alcuni progetti risalenti alla metà del 1917 che l'ingegnere Frederick Koolhoven elaborò quando lavorava per l'Arial Department della Armstrong Whitworth. Con il suo trasferimento a Willesden, alle dipendenze BAT, il suo primo lavoro fu lo sviluppo di quei progetti in un nuovo modello, un caccia che seppure presentava un aspetto complessivamente convenzionale, monomotore in configurazione traente, monoposto con velatura biplana, risultava particolarmente curato nell'aerodinamica ed integrava delle peculiari ed avanzate soluzioni tecniche, come il piano alare superiore posizionato a filo della fusoliera, quest'ultima monoscocca realizzata in legno, realizzata in due semiali dalle particolari giunzioni e che presentava un'apertura per consentire l'accesso all'abitacolo aperto dove il pilota governava il velivolo avendo un eccellente campo visivo sopra di sé. L'azienda assegnò al progetto la sigla F.K.22 dalle iniziali del progettista olandese e dal numero di progetto consecutivo. Il prototipo, destinato ad essere equipaggiato con un motore radiale ABC Mosquito da 120 hp (90 kW), suscitò l'interesse dell'Air Board il quale decise di sottoscrivere in un contratto di fornitura per sei esemplari.
Il prototipo venne portato in volo per la prima volta all'inizio dell'autunno 1917, ma visti i difetti di questo propulsore si decise di utilizzare l'A.B.C. Wasp I da 127 kW sia sul primo velivolo realizzato che sul terzo, mentre il secondo esemplare fu equipaggiato con il motore rotativo Gnome Monosoupape e fu il primo a volare a Martlesham Heath nel gennaio 1918. Il contratto originale prevedeva lo sviluppo di 6 velivoli, ma a causa delle diverse versioni realizzate, il numero finale raggiunse le 15 unità. Un esemplare fu consegnato al Royal Aircraft Establishment il 26 luglio del 1918, un altro fu consegnato ai francesi e un altro ancora all'United States Army Air Corps.
Le varie versioni furono prodotte per risolvere problemi seri di stallo riscontrati nei prototipi. Comunque altri problemi legati ai motori non furono sufficientemente risolti e questo portò la Royal Air Force ad non commissionare altri F.K.23. Koolhoven comunque riportò nei Paesi Bassi un esemplare che venne nuovamente modificato con un motore Armstrong Siddeley Lynx radiale da 149 kW. Diversi esemplari furono successivamente utilizzati in gare sportive.
Fu realizzato anche un solo velivolo acrobatico biposto, denominato F.K.27.

## Versioni
- F.K.22 Bantam I: Prototipi e versioni di prova.
- F.K.23 Bantam II: Versione definitiva, 3 prototipi e 9 esemplari prodotti.
- F.K.27: variante biposto acrobatica, 1 solo esemplare.

## Utilizzatori

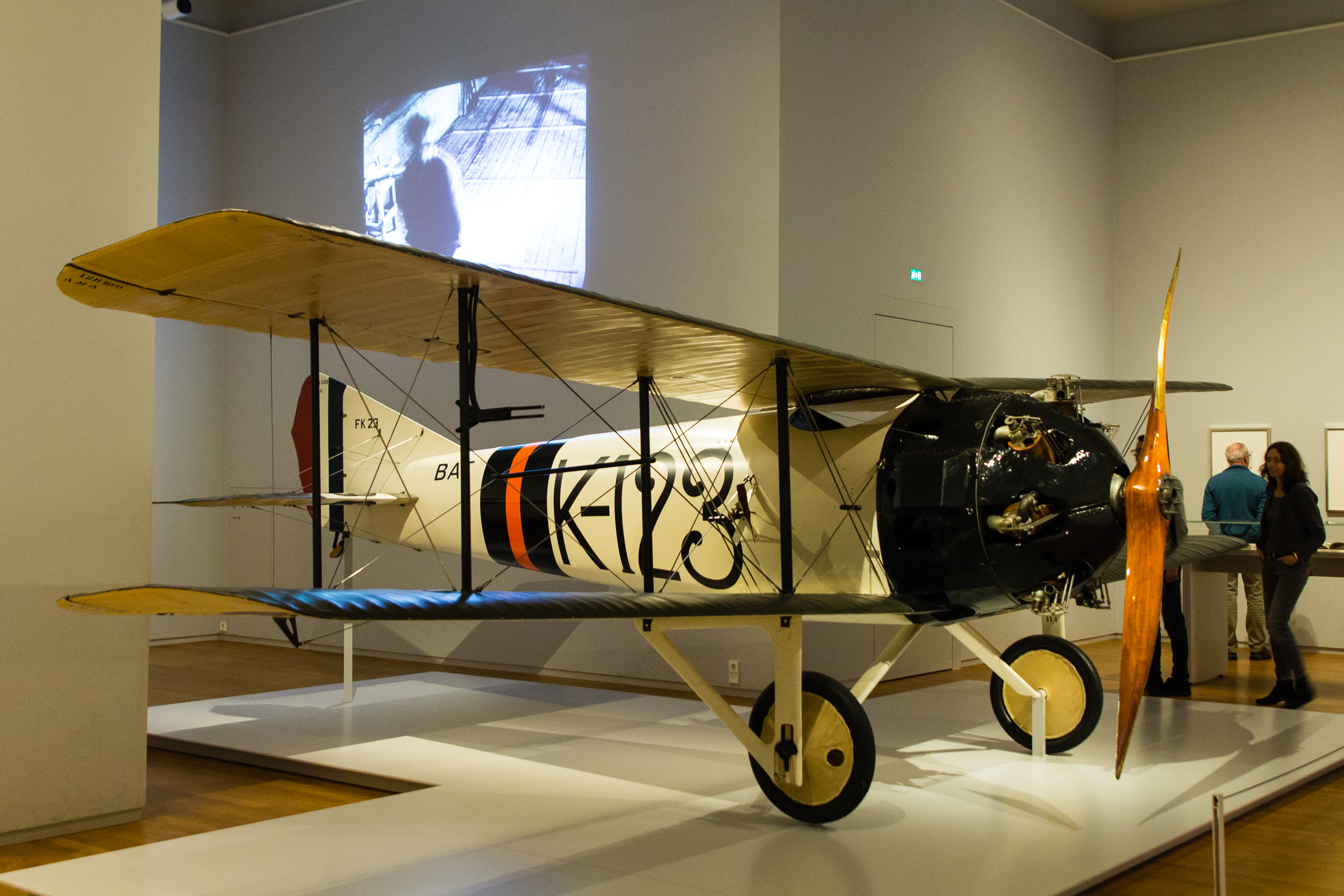
BAT Bantam

Francia
- Armée de l'air

ricevette un esemplare avviato a prove di valutazione.
 Paesi Bassi
Koolhoven portò con sé un esemplare.
 Regno Unito
- Royal Air Force

operò con un esemplare.
 Stati Uniti
- United States Army Air Corps

operò con un esemplare in prove di valutazione.

## Esemplari attualmente esistenti
Un esemplare esistente tutt'oggi, siglato come K-123, è conservato al Rijks Museum di Amsterdam

### Pubblicazioni
- The B.A.T. Bantam (PDF), in Flight, XI, n. 21, 22 maggio 1919,  pp. 662-667, No. 543. URL consultato il 13 maggio 2014.